# Jan Leluch
Jan Leluch, ps. „Marek” (ur. 25 grudnia 1914 w Niewirkowie, zm. 11 maja 2000 w Warszawie) – oficer aparatu bezpieczeństwa PRL. 

## Życiorys
Syn Stanisława i Zofii. Członek radzieckiej grupy dywersyjno-operacyjnej NKWD na Wołyniu (1941-1944), następnie funkcjonariusz organów bezpieczeństwa publicznego, m.in. Powiatowego Urzędu Bezpieczeństwa Publicznego w Tomaszowie Lubelskim (1944-1946), szef PUBP w Biłgoraju (1946-1947), naczelnik wydziału V Wojewódzkiego Urzędu Bezpieczeństwa Publicznego w Lublinie (1947-1950), szef WUBP w Bydgoszczy (1950-1953), zastępca naczelnika szkół operacyjnych Departamentu Kadr i Szkolenia Ministerstwa Bezpieczeństwa Publicznego (1953), komendant Krajowego Ośrodka Szkoleniowego MBP w Gdańsku (1953-1955), komendant Centrum Wyszkolenia Komitetu ds. Bezpieczeństwa Publicznego w Legionowie (1955-1956), komendant Centrum Wyszkolenia Ministerstwa Spraw Wewnętrznych tamże (1956-1961), zastępca dyrektora Biura Rejestracji Cudzoziemców MSW (1961-1965), z-ca dyr. Zarządu Kontroli Ruchu Granicznego MSW (1965-1966).
Pochowany na cmentarzu komunalnym Północnym w Wólce Węglowej w Warszawie.